# Universität Nova Gorica
Die Universität Nova Gorica (slowenisch Univerza v Novi Gorici) entstand aus dem am 24. September 1995 gegründeten Polytechnikum Nova Gorica in der gleichnamigen Stadt in Slowenien. Es gibt auch Campus   in Ajdovščina, Vipava und der italienischen Nachbarstadt Gorizia.

## Organisation
Die Universität besteht aus sechs Fakultäten und einem Graduiertenkolleg. Derzeitiger Rektor ist Danilo Zavrtanik.
- Fakultät für  Önologie
- Fakultät für angewandte Wissenschaften
- Fakultät für Ingenieurwesen und Management
- Fakultät für Umweltwissenschaften
- Fakultät für Geisteswissenschaften
- Akademie der Künste
- Graduiertenkolleg